# 나카바루정
나카바루정(일본어: 中原町)은 일본 사가현 미야키군의 옛 정이다. 
1971년 4월 1일에 정으로 승격해 나카바루정이 되었다. 2005년 3월 1일, 기타시게야스정, 미네정과 합병해 미야키정이 성립해 나카바루정은 소멸하였다.

## 역사
- 1889년 4월 1일 - 정촌제 시행에 수반해 야부군 나카바루촌(中原村)이 성립하였다.
- 1896년 3월 26일 - 야부군, 미네군, 기이군과 합병해  미야키군이 되었다.
- 1971년 4월 1일 - 정으로 승격해 나카바루정(中原町)이 되었다.
- 2005년 4월 1일 - 기타시게야스정, 미네정과 합병해 미야키정이 되었다.

## 교통

### 철도
- 규슈 여객철도 나가사키 본선